# Tribunal (Saint-Just)
Le Tribunal est une enceinte mégalithique située à Saint-Just dans le département français d'Ille-et-Vilaine.

## Protection
L'édifice est inscrit au titre des monuments historiques en 1978.

## Description
L'enceinte est composée de neuf blocs en quartz disposés en arc de cercle sur 27 m du nord au sud. Un dixième bloc est disposé face à eux à environ 50 m à l'est. La légende y voit un accusé, le bloc isolé, face à ses juges, d'où le nom donné de Tribunal. Les blocs les plus élevés atteignent 1,50 m de hauteur mais quatre blocs sont renversés. Selon J. Desmars, il existait encore en 1869 au moins six blocs supplémentaires disparus lors de l'aménagement d'un chemin.
Ce monument était probablement destiné à observer les couchers du soleil au solstice d'été. Il existe un monument du même type à Pen-ar-lan sur l'île d'Ouessant.

## Tertre tumulaire du Tribunal
À 10 m l'ouest de l'enceinte, il existait un tertre tumulaire, avec une architecture semblable à celle du tumulus de la Croix Saint-Pierre, mais plus imposante, représenté sur des croquis panoramiques d'A. Ramé en 1864 et Pitre de Lisle du Dreneuc en 1882. Le tertre se présentait comme une enceinte trapézoïdale allongée de 16,50 m de long, close et large de 8,20 m côté oriental, ouverte et large de 7,65 m côté occidental. L'enceinte comportait une sorte d'entrée latérale au nord-ouest délimitée par deux blocs en quartz et une dalle de schiste. Un menhir (1,10 m de haut sur 1,20 m de large) était dressé à 5,60 m de l'extrémité ouest. Le monument fut complètement démantelé lors de la construction du chemin de crête traversant la Lande de Cojoux dans la première moitié du XXe siècle et les blocs de pierre furent déplacés sur le rebord du chemin où ils sont encore visibles.